# Epípolas

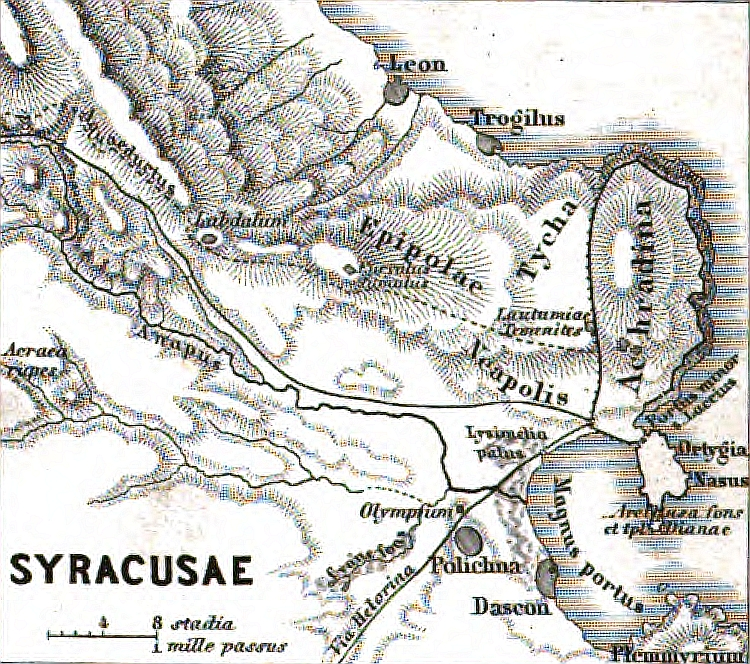
Las Epípolas en la antigua Siracusa

Epípolas (italiano: Epipoli, latín: Epipolae, griego: Ἐπίπολαι) es una división histórica y actual de la ciudad italiana de Siracusa. Fue uno de los cinco distritos de la antigua pentapolis griega y actualmente es una de las nueve circoscrizioni en las que se divide Siracusa. El distrito actual, sin embargo, es mucho menor que el antiguo, cuyo territorio se extiende también por la actual circunscripción de Belvedere.

## En la Antigüedad
Epípolas estaba en el oeste de Acradina y ya existía cuando los atenienses asediaron la ciudad en el 414 a. C. En la parte más alta había una fortificación conocida como Euríalo.
Dionisio I, tirano de Siracusa, tras fortificar Ortigia, ampliar la flota, los arsenales y el puerto militar, y acumular gran cantidad de material bélico, quiso fortificar a Siracusa en la parte que había demostrado ser más vulnerable durante el asedio ateniense, es decir, la localidad de Epípolas. Diodoro Sículo ha dejado una detallada descripción de los trabajos que se emprendieron y el modo como su ejecución fue controlada directamente por Dionisio: 

Deseando que las murallas se construyeran con rapidez, hizo venir a los campesinos del campo, escogió a los mejores hombres de entre ellos, en número de 60.000, y los distribuyó a lo largo del sector de muralla en construcción. Designó un arquitecto por estadio, y por cada plectro un albañil, asignando a cada uno de ellos 200 peones. 6000 parejas de bueyes estaban dispuestas en el lugar designado. (...) La muralla fue terminada en 20 días, medía 30 estadios de longitud, era de una altura proporcionada y tan fuerte que se la consideraba inexpugnable, Había altas torres a intervalos frecuentes, construidas con bloques de 4 pies de longitud, cuidadosamente unidos.

Los trabajos descritos por Diodoro se refieren sólo a la parte norte de las Epípolas. En los años posteriores se llevaron a cabo otros trabajos en los demás sectores, hasta alcanzar los 32 km de longitud, los mismos que en la actualidad, y que se corresponden con las medidas citadas por Estrabón, para quien la totalidad del perímetro de la muralla medía 180 estadios.
El punto más débil de la muralla estaba en el vértice occidental donde la meseta se reduce para formar un estrecho istmo.